# Potęgi

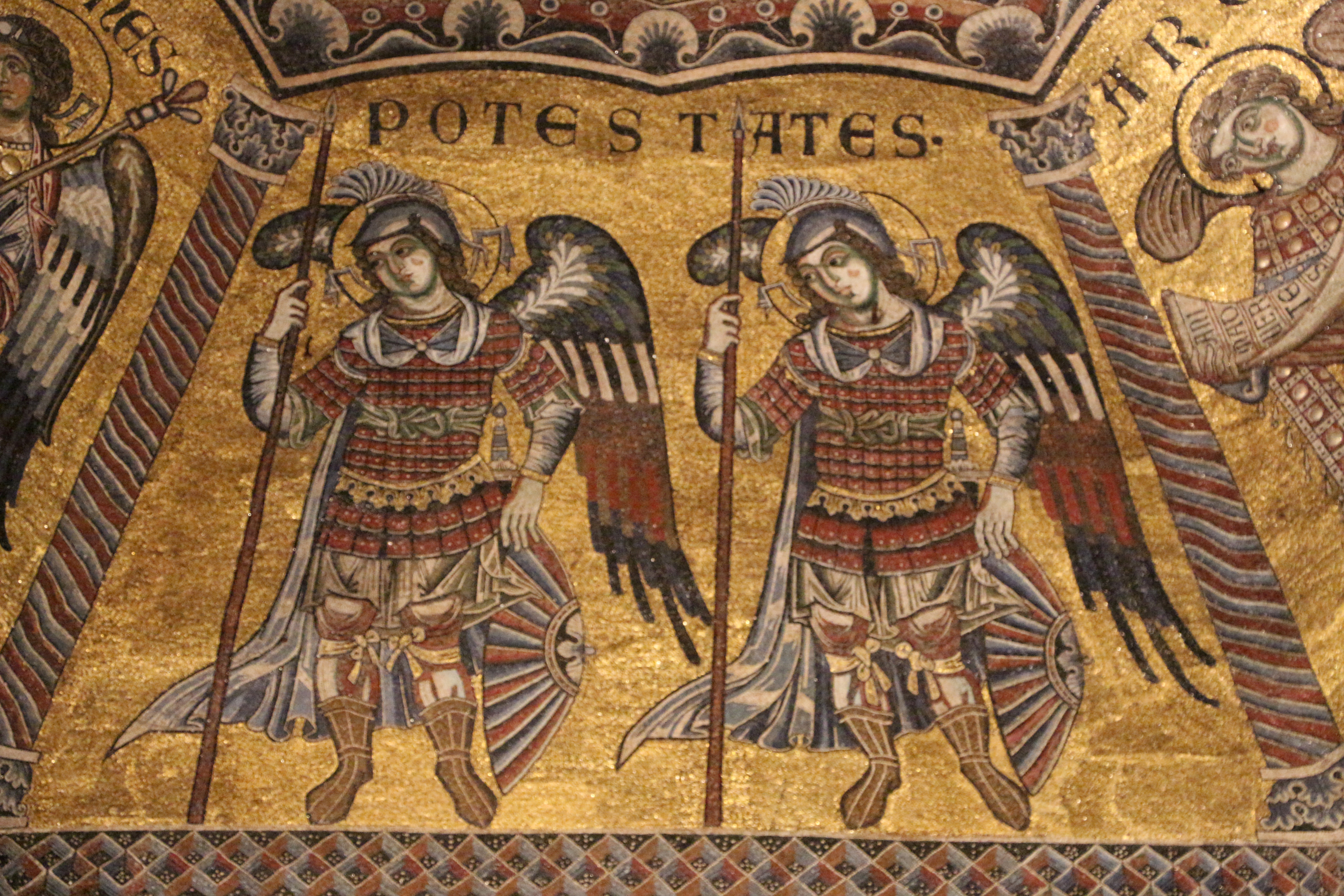
Aniołowie z rzędu Potęg, mozaika w Baptysterium św. Jana we Florencji

Potęgi (Władze, stgr. Εξουσίαι, łac. Potestates, cs. Влӑстў) – rząd pośród chórów anielskich. Według chrześcijańskiej angelologii, w hierarchii anielskiej zajmuje miejsce szóste, licząc od tronu Boga, a swoistym zadaniem aniołów z tego chóru jest władza wykonywania rozporządzeń Bożych i walka ze złymi duchami.

## Potęgi w Biblii
Podstawą biblijną zaliczenia Potęg (Władz) do rzędów duchów stworzonych są słowa Nowego Testamentu, przede wszystkim św. Pawła Apostoła, który wylicza niektóre z nich nauczając, iż Chrystus zasiada ponad wszelką Zwierzchnością i Władzą i Mocą i Panowaniem (Ef 1, 21), zaś w innym miejscu stwierdza, że w Nim zostały stworzone: czy Trony, czy Panowania, czy Zwierzchności, czy Władze (1 Kol 1, 16) oraz św. Piotra Apostoła głoszącego o Chrystusie, iż poszedł do nieba, gdzie poddani Mu zostali Aniołowie i Władze, i Moce (1 P 3, 22).
Nazwa Potęgi, stosowana tradycyjnie w językach zachodnich (hiszp. Potestades, ang. Powers, fr. Puissances itp.), oddaje wersję Wulgaty, która greckie Εξουσίαι wyraża przez Potestates. We współczesnych przekładach polskich, dokonywanych z greki oraz w tradycji wschodniej, zwykle spotyka się nazwę Władze. Jedna i druga nazwa nie jest jednoznaczna, gdyż potęga jest też bliskoznaczna mocy, a władza zaś zwierzchności, a zatem obie mogą mylić z innymi chórami anielskimi: Moce i Zwierzchności, co czasem ma miejsce.

## Potęgi według Tradycji chrześcijańskiej

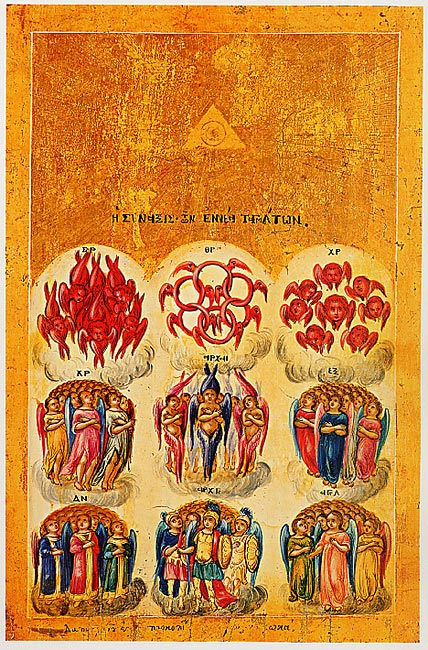
Trójca Święta ponad dziewięcioma chórami anielskimi, ikona grecka, Władze pośrodku z prawej strony

Ojcowie i Doktorzy Kościoła oraz mistycy chrześcijańscy przez wieki wypowiadali się na temat hierarchii anielskiej, wśród której umieszczali rząd o nazwie tłumaczonej na polski jako Władze, lub Potęgi, odnośnie do których akcentowali bądź ich rolę w zarządzaniu wykonywaniem planów Bożych, co wynika z tego, iż έξουσίαι oznacza władze wykonawcze, bądź ich zadanie walki ze złymi duchami, nad którymi w sposób szczególny mogą posiadaną władzę wykonywać.
Św. Tomasz z Akwinu, zwany Doktorem Anielskim, streścił w Sumie Teologicznej rozważania św. Grzegorza Wielkiego i Pseudo-Dionizego Areopagity, skupiając się na stopniowym realizowaniu rozporządzeń Boga przez poszczególne rzędy hierarchii anielskiej:

Nazwa Władza oznacza jakieś zaprowadzenie porządku, w myśl słów Apostoła: Kto przeciwstawia się władzy, przeciwstawia się porządkowi Bożemu. Stąd to Dionizy powiada, że nazwa Władze oznacza jakieś rozporządzenie dotyczące już to przyjęcia zleceń Bożych, już to czynności Bożych, których wyżsi dokonują w niższych, aby ich podnieść do góry. Do rzędu więc Władze należy zarządzić to, co niżsi mają czynić (ST I, 108, 5). Ich zadaniem jest ustalenie, w jaki sposób to, co zostało nakazane lub wyznaczone, może być uskutecznione i przez kogo, [bowiem] do Władzy należy wydawać podwładnym zarządzenie do wykonania [oraz] poskramianie złych duchów, tak jak - stosownie do nauki św. Pawła - władze ziemskie poskramiają złoczyńców (ST I, 108, 6). Dlatego to zdaniem Grzegorza, do rzędu Władze należą wszyscy aniołowie, którzy jako sobie właściwą mają zwierzchnią władzę nad złymi duchami (ST, 1, 110, 1) .

Św. Bernard z Clairvaux w dziele O rozważaniu. Księga Piąta omawiał oba zadania Potęg stwierdzając, iż „Wyższe od Mocy - jak myślimy - są Potęgi. One to powstrzymują siły ciemności i poskramiają ich zapędy szkodzenia ludziom; pozwalają szkodzić tylko wtedy, gdy szkoda obrócić się może w korzyść” (IV. 8). Opisując, w jaki sposób poszczególne rzędy aniołów objawiają właściwości Boga, przekonywał: „W Potęgach zaś można widzieć, z jaką mocą Bóg troszczy się o wszystko, czym rządzi, powstrzymując i odsuwając nieprzyjazne siły” (IV. 10). Podkreślał on stanowczo pierwszeństwo działania Wszechmogącego Pana, którego jakimś zaledwie odblaskiem są funkcje poszczególnych rzędów aniołów: „Potęgi znamionuje siła, lecz Ten, któremu ją zawdzięczamy, w zupełnie inny sposób i w innym stopniu jest silny, bowiem jest Siłą samą” (V. 11).
Św. Hildegarda z Bingen, która jako jedyna stosowała inny podział na trzy hierarchie anielskie, nie 3-3-3, ale 2-5-2, umieszczała Potęgi na tradycyjnym miejscu szóstym od tronu Bożego.  Na swoim rysunku kręgów anielskich św. Hildegarda ukazała ten rząd jako postacie jaśniejące. W oparciu o własne wizje akcentowała względną niepoznawalność tych aniołów:

Duchy drugiego rzędu [środkowej hierarchii] stoją w tak świetlanej jasności, że nie masz odwagi podnieść na nich oczu. Wskazują one na to, że łaska i piękno Boskiej Mocy nigdy nie zostaną pojęte przez niemoc śmiertelnych, przez niewolników grzechu, ani nie mogą być przez nich dotknięte.

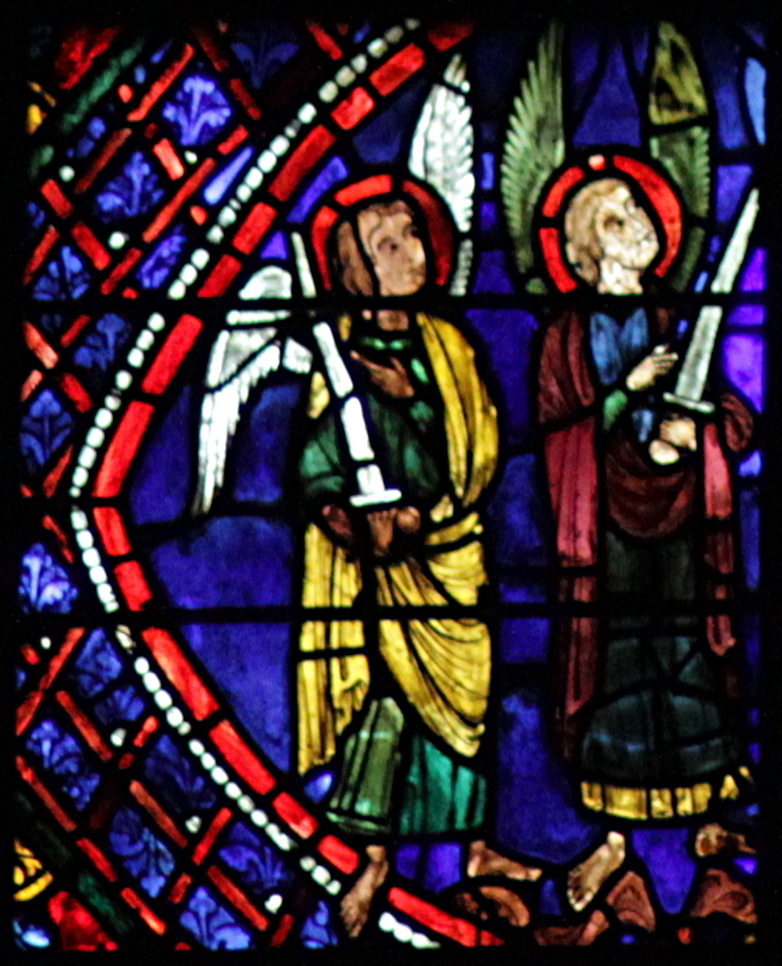
Potęgi, witraż św. Apolinarego w katedrze w Chartres, XIII/XIV w.

W nawiązaniu do funkcji Potęg, ich wizerunki w sztuce odnosiły się zwykle do walki. W manuskrypcie etiopskim oraz na witrażu w katedrze w Chartres są one przedstawione z obnażonymi mieczami. Bizantyńska ikonografia przedstawiała je jako rycerzy w hełmach, pancerzach, z włóczniami w dłoniach. Włoski artysta Guariento di Arpo w XIV wieku przedstawił je z barwnymi skrzydłami, w strojnych szatach, depczące po cielskach szpetnych demonów trzymanych na łańcuchach. Niemal sto lat później Francesco Botticini, wedle tradycji wschodniej, ukazał Potęgi ze smukłymi włóczniami, dodając na piersi jaśniejącą gwiazdę.
Św. Alojzy Gonzaga w XVI wieku, w pracy O Aniołach twierdził, iż „Aniołowie z chóru Władz, podobni do sędziów, przedstawiają powagę i władzę najwyższego Sędziego wszystkich” oraz rozszerzał ich zakres działania na żywioły, którymi według chrześcijańskiej angelologii zwykle zajmują się Moce i na wszelkie przeszkody w łatwiejszym osiągnięciu zbawienia przez ludzi. Podobnie nauczała w XX wieku Sł. Boża m. Paula Zofia Tajber, nawiązując do obu wersji nazwy tego rzędu, że jest im „powierzona władza pieczy nad ludzkością”, by ta władza zachowała ją od wszelkiego zła i „pielęgnowała w ludzkości moc, siejącą dobro dla potęgi panowania Boga w rodzaju ludzkim”.
Św. Teresa Benedykta od Krzyża (Edyta Stein), w dziele Byt Skończony a Byt Wieczny, opierając się przede wszystkim na pracy Pseudo-Dionizego O hierarchii niebieskiej, rozważała funkcje poszczególnych rzędów anielskich, w oparciu o ich nazwy. Odnośnie do Mocy i Potęg użyła niemieckich słów: Kräfte i Mächte. To pierwsze polska tłumaczka oddała przez Siły, a drugie przez Moce. Niemiecki przekład dzieła Pseudo-Dionizego oddaje Δυνάμεις (Moce) przez Mächte, a Εξουσίαι (Potęgi) przez Gewalten. W niemieckojęzycznej angelologii Moce są określane zarówno jako Mächte, jak i Kräfte. Z kolejności zastosowanej przez św. Teresę Benedyktę, oddającą kolejność u Pseudo-Dionizego oraz z obu tekstów wynika, iż pojęciem Kräfte określiła Moce, a Mächte – Potęgi, czyli Władze, rozważając ich wpływ na niższe rzędy duchów:

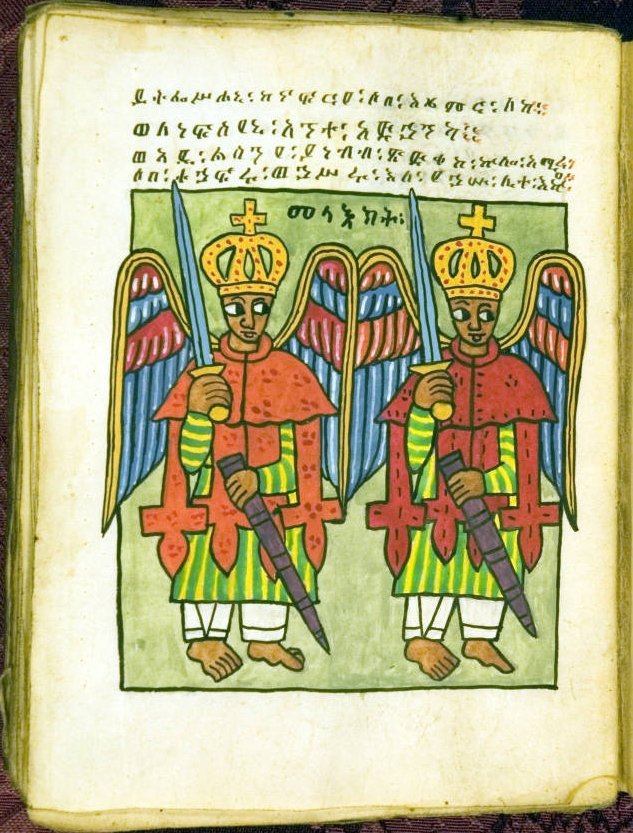
Etiopski manuskrypt bibijny

Nazwa Potęgi wskazuje na nadprzyrodzoną moc przekazywaną przez najwyższą, pierwotną Potęgę. Nigdy nie jest ona tyrańsko wykorzystywana przez aniołów, lecz raczej zwracają się one do Boga niezłomnym duchem i we właściwy sposób, zarazem dobroczynnie wspierając duchy im podrzędne, aby w miarę możliwości zbliżyć ich do archetypu wszelkiej władzy oraz, na ile potrafią to zrobić aniołowie, objawiają ją dzięki chwalebnym osiągnięciom swej potęgi.

Henri-Marie Boudon (1624–1702), archidiakon z Évreux, jeden z głównych przedstawicieli francuskiej szkoły duchowości, zwracał uwagę na rolę Potęg w strategicznej walce duchowej z demonami terytorialnymi, atakującymi Kościół, diecezje, państwa i miasta:

Kiedy widzimy chmury burzowe zbierające się zarówno nad Kościołem jak i nad państwem, knowania przeciw tym, którzy pracują na chwałę Pana, nadzwyczajne spiski zawiązane w celu zniszczenia dobra przeznaczonego dla diecezji, miasta czy kraju, wówczas powinniśmy poświęcić się częstemu oddawaniu czci tym Potęgom nieba, które mogą obalić i zniszczyć potężne a zarazem nędzne knowania piekła.

## Potęgi demoniczne
Według chrześcijańskiej angelologii, upadli aniołowie z poszczególnych chórów zachowali naturalne właściwości swoich rzędów i wykorzystują je do czynienia zła. Św. Paweł Apostoł dwukrotnie wymienia Potęgi w kontekście jednoznacznie złym pisząc, iż nie toczymy bowiem walki przeciw krwi i ciału, lecz przeciw Zwierzchnościom, przeciw Władzom [...], przeciw pierwiastkom duchowym zła na wyżynach niebieskich (Ef 6, 12) oraz że Bóg po rozbrojeniu Zwierzchności i Władz, jawnie wystawił [je] na pośmiewisko, powiódłszy je dzięki Niemu [Chrystusowi] w triumfie (Kol 2, 15). Do tych słów nawiązuje Egzorcyzm Leona XIII w modlitwie wstępnej: „święty Michale Archaniele, broń nas w walce przeciwko książętom i władzom” (łac. sanctae Michaël Archangele defende nos in praelio adversus pirncipes et potestates). Wyrażenie potęgi nieprzyjacielskie używane jest też w chrześcijaństwie jako ogólne określenie sił zła, np. św. Alfons Maria Liguori nauczał: „Za pomocą modlitwy zwycięża się wszelkie zasadzki i potęgi nieprzyjacielskie, pisze św. Augustyn (Serm. de orat., cap. 28)”.

## Potęgi jako aniołowie stróżowie

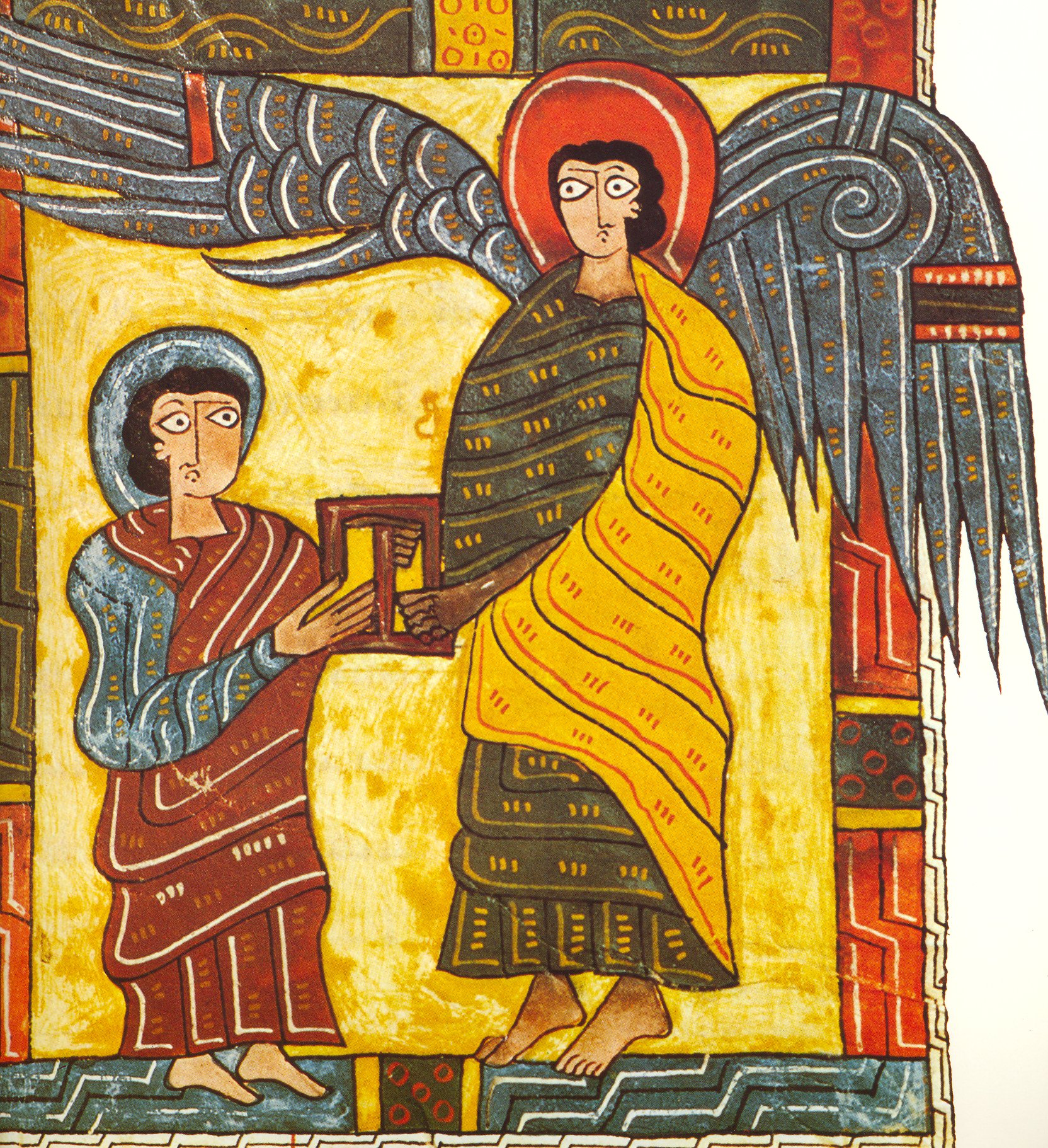
Anioł wręcza księgę św. Janowi Ap.

W chrześcijańskiej angelologii istnieje kontrowersja, czy aniołowie stróżowie pochodzą tylko z ostatniego chóru, tj. Aniołów, czy też ze wszystkich rzędów. Magdalena od Krzyża „Ancilla”, niemiecka mistyczka, opisywała rolę Potęg w opiece nad ludźmi, akcentując wyjątkowo ich zadanie wspierania w modlitwie i posłudze duchownej, czyniąc aluzje do obu nazw tego rzędu:

Aniołowie z chóru Potęg są potężni. Z małymi wyjątkami służą tylko kapłanom. Ochraniają oni kapłanów w szczególny sposób przy wypełnianiu ich obowiązków duchownych. Szczególnie przy odmawianiu Godzin Liturgicznych powinno się przywoływać Aniołów z tego chóru, bowiem mają władzę przepędzania naszych roztargnień. Duchowny, który ma anioła z chóru Władz, ma wielką władzę nad duszami i jego działanie jest błogosławione. Ilekroć jego zapał maleje, Anioł rozbudza go na nowo. Ten chór należy czcić i przywoływać szczególnie przy powtarzających się modłach, aby nie wpaść w rutynę, przy duchowej niechęci i przy wszystkich próbach wybuchnięcia złością i zniecierpliwieniem.

## Ludzie zbawieni w chórze Potęg
Według chrześcijańskiej angelologii zbawieni, stosownie do swych darów i zasług, zajmą w niebie miejsca upadłych aniołów w poszczególnych chórach. Zdaniem św. Mechtyldy z Hackeborn toczenie zwycięskiej walki w życiu chrześcijańskim, analogicznej do tej, która jest szczególnym zadaniem aniołów z rzędu Potęg i przez nich wspieranej, skutkuje zasiadaniem pośród nich w niebie:

Ci, którzy opierają się nałogom i pożądliwościom i zwyciężają szatana wraz z wszystkimi rzeczami, który tenże podaje, odbiorą zwycięstwo chwały na czwartym stopniu, gdzie są Potęgi.